# Valle de Tizguit
El Valle de Tizguit es un accidente geográfico cortado por un río en la cordillera del Atlas Medio, en la región de Meknes-Tafilalet en el este del país africano de Marruecos.
Gran parte del valle se caracteriza por su roca basáltica. Este valle está asociado con áreas forestales que pueden proporcionar hábitat para el macaco de Berbería en peligro de extinción, Macaca Sylvanus, un primate que prehistóricamente ocupaba un espacio mucho más amplio en el norte de Marruecos.